# マニウス・ユウェンティウス・タルナ
マニウス・ユウェンティウス・タルナ（Manius Juventius Thalna、- 紀元前164年）は、紀元前2世紀初頭の共和政ローマの政治家・軍人。紀元前164年に執政官（コンスル）を務めたが、任期中に死去した。

## 出自
タルナはプレブス（平民）であるユウェンティウス氏族の出身。氏族はラティウムのトゥスクルムから、紀元前3世紀から紀元前2世紀にかけて、ローマに移住したと思われる。タルナの父も祖父もプラエノーメン（第一名、個人名）はティトゥスである。父ティトゥスは紀元前194年にプラエトル（法務官）に就任しており、息子の出世の基礎を築いた。ただ、共和政ローマではタルナは氏族唯一の執政官である。

## 経歴
現存する資料の中で、タルナに関する最初の言及は、紀元前170年にさかのぼり、この年に護民官に就任した。タルナは同僚のグナエウス・アウフィディウスと共に、前年の法務官であったガイウス・ルクレティウス・ガッルスを、ギリシャ同盟国における権力乱用で告発した。ガッルスは有罪判決を受け、100万アスという巨額の罰金を課せられた。
紀元前167年、タルナは法務官に就任する。役職は外国人担当法務官（プラエトル・ペレグリヌス）であった。このとき、ローマと友好関係にあったロードスとの間に緊張関係が生まれた。ロードスはローマとマケドニアの和平交渉を仲介しようとしたが、ローマはこれをロードスの離反と考えたのだ。タルナはロードスとの戦争を主張し、自身が艦隊を率いることを望んだ。タルナはこの件を民会に諮ったが、護民官マルクス・アントニウスおよびマルクス・ポンポニウスの反対に会った。そもそもこれは前例に反していた。タルナは元老院にも執政官にも知らせずに、直接民会で議論したのだ。これまで戦争の問題は元老院に常に諮られ、元老院が承認すれば、その問題は民会に提出されていた。結局、宣戦布告がなされることはなかった。
この挫折にもかかわらず、紀元前163年にタルナは執政官に就任した。同僚執政官は、二度目の執政官となるティベリウス・センプロニウス・グラックスであった。両執政官ともプレブスである。タルナは頻繁に反乱を繰り返す部族を鎮圧するためにコルシカ属州に派遣された。属州総督は法務官の職であり、執政官が派遣されたということは状況が深刻であったためと思われる。しかしその詳細は不明である。
タルナは反乱を鎮圧し、元老院は感謝祭を行うことした。このことはタルナに知らされたが、報告が届いたのはタルナが丁度神々に生贄を捧げている時であった。手紙を読んだ直後、タルナは祭壇の前で倒れてそのまま死去した。ウァレリウス・マクシムスと大プリニウスは、歓喜がこの死の原因であると考えている。コルシカの軍の指揮はグラックスが引き継いだ。

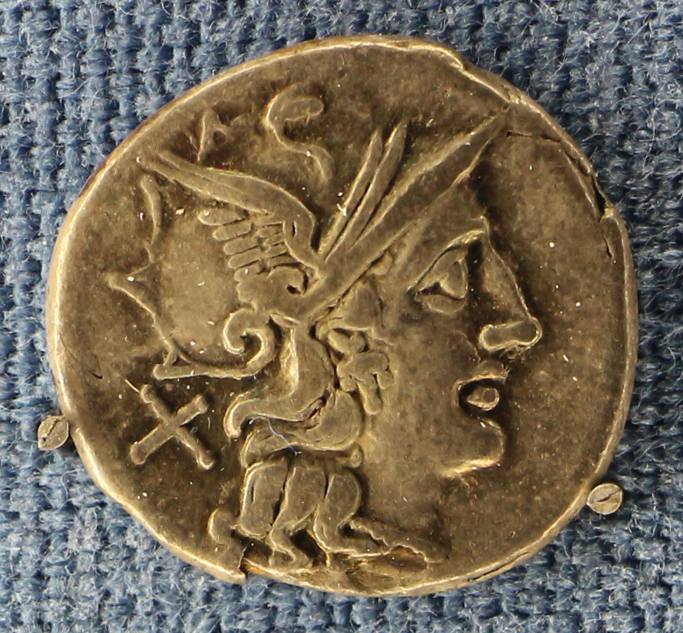
タルナのデナリウス銀貨

一部の研究者は、タルナがデナリウス銀貨を鋳造したと考えているが、ミュンツァーはこれは誤りとしている。この銀貨は紀元前150年代に、造幣官ガイウス・ユウェンティウス・タルナが鋳造したものである。

## 参考資料

### 古代の資料
- カピトリヌスのファスティ
- ティトゥス・リウィウス『ローマ建国史』
- ウァレリウス・マクシムス『有名言行録』
- ガイウス・プリニウス・セクンドゥス『博物誌』

### 研究書
- Broughton R. Magistrates of the Roman Republic. - New York, 1951. - Vol. I. - P. 600.
- Münzer F. Iuventius // Paulys Realencyclopädie der classischen Altertumswissenschaft . - 1919. - Bd. X, 2. - Kol. 1361-1362.
- Münzer F. Iuventius 28 // Paulys Realencyclopädie der classischen Altertumswissenschaft . - 1919. - Bd. X, 2. - Kol. 1371.
- Münzer F. Iuventius 30 // Paulys Realencyclopädie der classischen Altertumswissenschaft . - 1919. - Bd. X, 2. - Kol. 1371.